# Lex Aelia et Lex Fufia
La Lex Aelia et Fufia (la legge di Elio e Fufio) fu istituita intorno al 150 a.C. nella Repubblica Romana. La presunta materia di questa legislazione era l'estensione del diritto di " obnuntiatio ", ovvero la segnalazione sfavorevole dei presagi osservati nelle assemblee legislative, costringendo così la fine degli affari pubblici fino al giorno successivo. Questo diritto, precedentemente riservato al Collegio degli Auguri, è stato esteso a tutti i magistrati, negando così un vantaggio politico chiave ai politici, membri di quel Collegio.  Questa legge fu abrogata nel 58 a.C. dalle Leges Clodiae.